# 마라톤

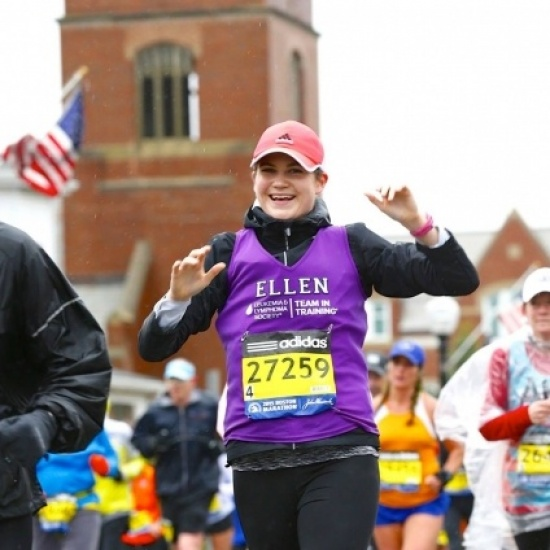

마라톤(문화어: 마라손, 마라쏜, 영어: marathon)은 육상 경기의 한 종목으로, 42.195 km (26마일과 385야드)의 거리를 달리는 도로 경주이다. 마라톤은 일반적으로 포장된 도로, 즉 아스팔트 도로에서 개최된다. 현재 마라톤 강국은 케냐와 에티오피아이며 (대한민국은 금메달 2개 획득), 이 중 에티오피아는 올림픽에서 금메달도 여러 개 딴 실질적 마라톤 강국이다. 2012년에는 우간다 선수가 케냐 선수를 제치고 금메달을 따기도 하였다.
마라톤은 1921년까지 완주 거리가 공식적으로 표준화되지 않았지만 1896년 개최된 최초의 근대 올림픽 종목 중 하나이다. 마라톤 대회 규모에 따라 수만 명의 참가자가 있을 수 있고, 매년 800개 이상의 마라톤이 전세계에서 열리지만, 대다수의 경쟁자들은 아마추어 운동선수들이다.

## 유래

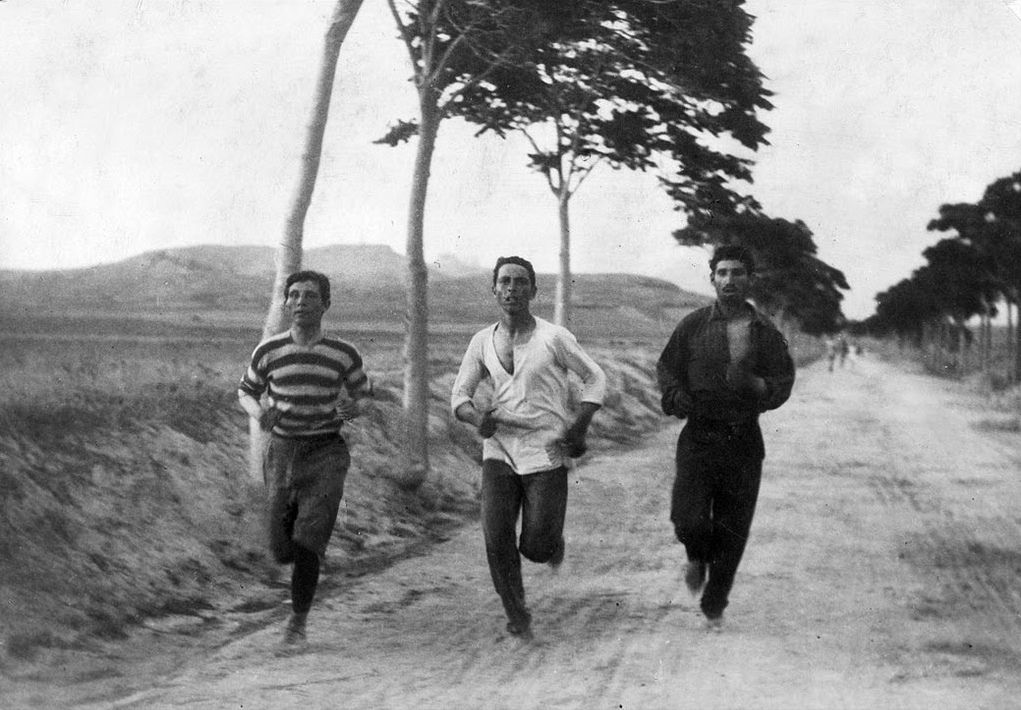
1896년 올림픽 마라톤.

마라톤은 그리스의 아테네에서 북동쪽 약 30Km 떨어져 위치한 지역 이름으로서, 이 곳에서 기원전 490년에 페르시아군과 아테네군 사이에 전투가 있었다. 이 전투에서 아테네의 승전 소식을 아테네에 뛰어가 전한 전령 페이디피데스를 기리는 뜻에서 1896년에 올림픽에 채택된 육상 경기 종목으로 알려져 있다. 그러나 헤로도토스 (역사 6, 106-107)에 따르면 기원전 490년 아테네가 페르시아군이 마라톤에 상륙한다는 소식을 듣고 전령 페이디피데스를 스파르타에 도움을 청하기 위해 파견하였으며 페이디피데스는 약 200Km의 거리를 이틀에 걸쳐 돌주하였다고 한다. 스파르타는 아테네의 위급한 상황을 듣고 원군을 파병하는데 동의 하였으나 스파르타의 전통에 따라 만월에 출전하는 것이 금지되어 있기 때문에 아테네는 스파르타의 도움없이 몇몇 동맹도시의 도움으로 마라톤 평야에서 페르시아군을 물리쳤다고 한다. 여기서 헤로도토스는 페이디피데스가 마라톤 승전 소식을 아테네에 전했다는 사실을 언급하고 있지 않기 때문에 오늘날 마치 전설처럼 퍼져 있는 마라톤의 유래에 관한 이야기는 후대에 지어낸 것으로 여겨진다. 물론 마라톤 전투와 관련된 일화로 페이디피데스가 스파르타로 질주하던 중 팬(판)신이 나타나 아테네의 건투를 약속했다고 하며, 이를 기리기 위해 아테네에서는 횃불 들고 달리기를 해마다 열었다고 한다.
어쨌거나, 마라톤 전투에서 패전한 페르시아의 후예국인 이란은 마라톤을 금기하고 있다. 때문에 올림픽과 아시아 경기대회 등 세계대회에서 마라톤 종목에 출전한 선수는 단 1명도 없었으며 자국의 도시인 테헤란에서 열린 1974년 아시안 게임에서는 마라톤이 아예 제외되었다고한다.

## 거리
| 연도        | 거리      |
| ----------- | --------- |
| 1896년      | 40 km     |
| 1900년      | 40.26 km  |
| 1904년      | 40 km     |
| 1906년      | 41.86 km  |
| 1908년      | 42.195 km |
| 1912년      | 40.2 km   |
| 1920년      | 42.75 km  |
| 1924년 이후 | 42.195 km |

오늘날 공식적으로 채택되어 있는 마라톤의 거리는 42.195 km이다. 이 거리는 물론 위에 설명한 전설적인 마라톤의 유래와 전혀 관계가 없다. 이 거리는 1908년 런던 올림픽에서 최초로 채택되었다. 당시 영국 왕실에서 마라톤의 출발과 결승 광경을 편안히 보기 위하여 윈저 성의 동쪽 베란다에서 마라톤이 시작되어 화이트 시티(White city) 운동장에서 끝을 마치도록 해달라고 요청하였다. 이 요청에 따라 종래의 마라톤 거리 40 km 235m보다 약 2km가 긴 마라톤 코스가 정해졌으며, 이 새로운 거리는 런던 올림픽 이래로 마라톤의 공식 거리로 채택되었다. 그러나 이 거리는 풀 코스에서만 사용되며, 하프마라톤인 21.0975 km, 10 km, 5 km 등의 단축 마라톤, 풀 코스보다 더 긴 60 km, 100 km, 200 km 등의 울트라 마라톤도 있다. 최근에는 남북 또는 동서로 횡단하는 300 km 이상의 서바이벌 마라톤 대회가 열리기도 한다.  또한 역전경기(驛傳競技)가 있는데 도로에서 하는 장거리 릴레이의 하나로 장거리 선수들이 각자의 담당 구역을 달린 다음 중계하는 지점에서 다음 선수에게 이어 주어, 일정한 거리를 정해진 몇 선수에 의하여 달리는 경주이다.
경부선 철도로 서울역과 수원역 간 거리가 41.5km이며 마라톤 공식 거리와 거의 비슷하다.

## 경기 방법 및 규칙
마라톤 선수들은 5km 지점마다 마련된 식음수대의 음식물을 이용할 수 있으며, 물을 적신 스펀지를 사용할 수 있을 뿐이다. 마라톤 코스는 출발점과 결승점이 다른 외길 코스와 출발점과 결승점이 같은 반환점 코스가 있다. 그런가 하면 출발점과 결승점이 같으면서 순환 도로를 달리는 순환 코스도 있다.
- 주법

추진력을 가장 경제적으로 유지할 수 있도록 상체를 약간 기울이면 다리의 움직임도 리드미컬해진다. 보통 상체의 기울임은 12-16°가 좋다. 발은 다리의 근육군이 균등하게 움직이도록 땅표면에 평행이 되게 착지한다.
- 호흡

인간의 체력에는 한계가 있으므로 풀코스를 전력 질주할 수는 없다. 처음에는 코로, 거리가 멀어짐에 따라서 입으로 호흡을 한다. 달리는 리듬에 맞춰서 규칙적으로 하되, 일반적으로 2-3보간 들이마시고 2-3보간 내쉬는 방법을 사용하기도 한다.
- 페이스 조절

긴 거리를 체력에 맞게 일정한 속도를 유지하면서 달리기 능력을 최대한 발휘할 수 있도록 조절해야 한다.
- 주요 규칙

1. 출발점에서 5km 거리마다 통과 지점을 표시해 둔다.
2. 식음수대에 있는 음식물이나 물을 적신 스펀지를 이용할 때는 선수 자신이 직접 집어 들어야 한다.[4]

## 기록

### 재는 방법
마라톤 경기는 뛰어야 하는 거리가 같다 해도 대회마다, 장소마다 똑같을 수 없기 때문에 '신기록'이라는 용어는 쓰지 않는다. 후반에 가파른 언덕길이 있는 코스도 있고, 시작부터 끝까지 평탄한 코스도 있으며, 30도가 넘는 더위 속에서 달려야 하는 때나 10도 안팎의 온도에서 달릴 수도 있기 때문에 '세계 신기록'보다는 '세계 최고 기록'이라고 한다.

### 한국 최고 기록
| 남/여 | 한국 기록     | 기록 보유자 | 기록 일시             |
| ----- | ------------- | ----------- | --------------------- |
| 남자  | 2시간07분20초 | 이봉주      | 2000년 도쿄국제마라톤 |
| 여자  | 2시간25분41초 | 김도연      | 2018년 서울국제마라톤 |

## 주요대회

### 국내대회
- 서울국제마라톤
- JTBC서울마라톤
- 서울마타론

### 국제대회
- 보스톤마라톤대회
- 뉴욕마라톤대회
- 도쿄마라톤
- 런던마라톤
- 베를릴마라톤
- 시카고마라톤

## 같이 보기
- 월드 마라톤 챌린지(영어판)
- 마라톤 전투
- 페이디피데스